# Яджуддін Ахмед
Яджудді́н Ахме́д (бенг. ইয়াজউদ্দিন আহম্মেদ; (1 лютого 1931 — 10 грудня 2012) — 13-й президент Бангладеш з 5 вересня 2002 по 12 лютого 2009.

## Життєпис
Народився в місті Муншігандж, Британська Індія. Закінчив Університет Дакки та Університет в Медісоні у Вісконсині, за фахом агроном. Професор.
Викладав в Університеті Дакки, як запрошений професор. З 1991 — урядовий радник, голова різних комісій. У 2002 переміг на виборах президента (єдиний кандидат), змінив Джаміруддін Сіркар.
З 26 жовтня 2006 по 11 січня 2007 — голова тимчасового уряду через незгоду в парламенті щодо кандидатури Прем'єр-міністра.
З 2006 по 2007 — міністр закордонних справ Бангладеш
5 вересня 2007 мали відбутися нові президентські вибори, але було вирішено, що у зв'язку із введенням військового правління повноваження Президента продовжуються до скликання нового парламенту наприкінці 2008. Вибори відбулися 11 лютого 2009. На них президентом був обраний Зіллур Рахман, який був приведений до присяги наступного дня.